# Мартин Брод
Мартин Брод је насељено мјесто у Босни и Херцеговини, у граду Бихаћ, које административно припада Федерацији Босне и Херцеговине. Према попису становништва из 2013. године, у насељу је живјело 124 становника.

## Географски положај
Мартин Брод се налази неколико километара источно од границе са Републиком Хрватском, на мјесту гдје се Унац улива у Уну.

## Историја
Средњовјековни град Рмањ подигнут је крајем XIV или почетком XV вијека на ушћу Унца у Уну, а постоје мишљења историчара да овај стари град датира из XII вијека. По записима из 1396 год. овај се град називао Конуба. Градски бедеми су порушени до темеља, а сачувала се само обла кула висока око 10 метара, код које су етаже одвојене сводовима. У изворима из 1431. године угарски краљ Сигисмунд га је заложио Николи Франкопану. Удовица Анжа Франкопан је 1436. године становала једно време у Рмњу и потписивала се као кнегиња Рмањска. Средином XV вијека добио га је Јурај Франкопан. У овом се граду 1451, спомиње «судац» и «братство пургари». Под називом Рмањ,овај град се спомиње још 1504. године међу градовима које је требало поправити и боље утврдити. На жалост, Рмањ је данас запуштен и у јако лошем стању.
Према предању само насеље испод Рмња добило је име по некој Марти, a "брод" заправо значи на старословенском место на реци где се иста најлакше може прећи или прегазити, могуће искварено "преход", као и у случају других истих топонима (Славонски Брод, Македонски Брод, итд).
Православни манастир Рмањ у Мартин Броду је важно духовно средиште сјеверне тромеђе БиХ, Лике и Далмације. Народна традиција приписује његово подизање Катарини Бранковић, кћерки српског деспота Ђурђа Бранковића.
Први поуздани подаци о манастиру Рмањ датирају из 1498. године. Манастир је био рушен од стране Турака 1638. и 1661. и 1785. године. Рмањ су 1944. бомбардовали и срушили немачки авиони. Манастирски храм је обновљен 1974. Проглашен је националним спомеником
Насеље је до распада Југославије, односно до 1995. године, било у саставу општине Дрвар. Место је било важна станица на Унској прузи јер је након укидања уске пруге из Личке Калдрме за Дрвар одавде саобраћала аутобуска веза за исти, па су у Мартином Броду тада стајали и брзи возови који су прометовали Унском пругом. Ни након свршетка ратова 1995. до данас редовни железнички саобраћај Унском пругом није успешно обновљен, па је само место у односу на ранија времена данас доста изоловано.

## Култура
У насељу се налази манастир Српске православне цркве Рмањ из 15. вијека.

## Становништво
| Националност       | 2013. | 1991. | 1981. | 1971. | 1961. |
| Срби               | 120   | 180   | 200   | 226   | 235   |
| Југословени        | —     | 5     | 7     |       | 2     |
| Муслимани          | 1     | 2     |       | 1     |       |
| Хрвати             |       | 1     | 1     | 4     | 4     |
| остали и непознато | 3     |       |       | 3     |       |
| Укупно             | 124   | 188   | 208   | 234   | 241   |

| Демографија | Демографија | Демографија |
| Година      | Становника  | Становника  |
| ----------- | ----------- | ----------- |
| 1961.       | 241         |             |
| 1971.       | 234         |             |
| 1981.       | 208         |             |
| 1991.       | 188         |             |
| 2013.       | 124         |             |